# ویلیام سی. دورانت
ویلیام سی. دورانت (به انگلیسی: William C. Durant) (زاده ۸ دسامبر ۱۸۶۱ - درگذشته ۱۸ مارس ۱۹۴۷) بازرگان، کارآفرین، صنعتگر و از پیشروهای صنعت خودروسازی در ایالات متحده آمریکا بود.
وی بنیانگذار شرکت جنرال موتورز بود و چندین شرکت خودروسازی در ایالات متحده نیز، با مشارکت دورانت راه‌اندازی شدند، که به‌عنوان نمونه لوئیس شورولت شرکت خودروسازی شورولت را با مشارکت وی تأسیس نمود. این شرکت بعدها توسط دورانت خریداری شد.
در دوران رهبری ویلیام دورانت در جنرال موتورز، شرکت‌های خودروسازی شورولت، اولدزموبیل، پونتیاک، کادیلاک، بیوک و جی‌ام‌سی به مجموعه جنرال موتورز اضافه شدند.